# اریک ویلیامز (بسکتبال، زاده ۱۹۷۲)
اریک ویلیامز (انگلیسی: Eric Williams؛ زادهٔ ۱۷ ژوئیهٔ ۱۹۷۲) بازیکن بسکتبال اهل ایالات متحده آمریکا است. از باشگاه‌هایی که در آن بازی کرده‌است می‌توان به تورنتو رپترز، بروکلین نتس، بوستون سلتیکس، شارلوت هورنتس، دنور ناگتس، سن آنتونیو اسپرز، و کلیولند کاوالیرز اشاره کرد.